# コスモスバス
株式会社コスモスバスは、千葉県船橋市に本社を置くバス事業者。貸切バス専用事業者である。
千葉県内において貸切バス事業（ 観光バス、送迎バス）を営む。マスコットはリスの「こすもす純ちゃん」である。

## 本社・営業所
- 本社
  - 千葉県船橋市小室町3006
- 営業所
  - 千葉県印西市武西1238-4

## 車両
基本的にはショッキングピンクの車体色に「YOUR PARTNER KOSUMOSU」のロゴマークを入れている（一部、車体色の白い車両やマイクロバスには青い車両もある）。

## グループ会社

### バス事業
- 株式会社ベストエスコート[1]
  - 千葉県印西市浦幡新田62-3
- 株式会社日商自動車[2]
  - 千葉県香取郡多古町十余三281
- 株式会社アクティブ[3]
  - 千葉県成田市上福田493

グループの一覧にはないが、ベストエスコートと同じロゴと、一部の車両には「Bus Trip」の表記を掲出し運行している。

### タクシー事業
- 有限会社白井タクシー[4]
  - 千葉県白井市根1071-6

タクシーの営業区域は北総交通圏。ただし特例措置による区域外運行可能地域として、京葉交通圏のうち船橋市小室町および鎌ケ谷市全域、東葛交通圏のうち柏市の旧沼南町域にて運行可能となっている。
- 有限会社カスミ交通[5]
  - 本社 - 茨城県土浦市霞ケ岡町1-7
  - 荒川沖待機所 - 茨城県土浦市荒川沖東2-15-19

タクシーの営業区域は県南交通圏。

### その他関連会社
- 株式会社木下モーター[6]
  - ケービートラベル - トラベル部門、千葉県船橋市小室町3006
  - キオロシレンタカー - レンタカー事業部、千葉県印西市武西1263-5
- ベストロードサービス（株式会社ベストエスコートにて運営）